# 艾馬臣·度·安達迪·山度士
艾馬臣·度·安達迪·山度士（葡萄牙語：Emerson de Andrade Santos，1980年4月23日—），也称埃默松·保利斯塔（Emerson Paulista）或埃莫松，生于巴西，巴西职业足球运动员，现效力于日本職業足球联赛球会FC東京队。